# Meurtre de Sadia Sheikh
Pour les articles homonymes, voir Sheikh (homonymie).
Le meurtre de Sadia Sheikh à Lodelinsart, Charleroi est une affaire criminelle belge de 2007. Il s'agit d'un crime d'honneur où un frère, Mudusar Sheikh, tue sa sœur, Sadia Sheikh. 
La base du film Noces est inspiré des faits concernant le meurtre de Sadia Sheikh.
Il a aussi servi de canevas à une nouvelle en wallon de Lucien Mahin, « Moude d' oneur » (crime d'honneur) parue en 2010.